# Карранса, Венустиано
Венустиа́но Карра́нса де ла Га́рса (исп. Venustiano Carranza de la Garza, 29 декабря 1859, Куатро-Сьенегас-де-Карранса, штат Коауила, Мексика — 21 мая 1920, Тлакскалантонго, штат Пуэбла, Мексика) — мексиканский государственный и политический деятель, участник Мексиканской революции, с 1914 по 1917 глава правительства конституционалистов (формально Карранса не стал вступать в должность временного президента), президент Мексики с 11 марта 1917 по 21 мая 1920.

## Биография
Родился в семье помещика. В 1901 был избран в Сенат. С началом революции поддержал Франсиско Мадеро; когда в 1911 Мадеро стал президентом, Карранса стал губернатором Коауилы. После контрреволюционного переворота генерала Викториано Уэрты Карранса отказался признать новое правительство, объявив себя «верховным главнокомандующим» Конституционалистской армии, ведущей борьбу против диктатора. В 1914 силы восставших во главе с генералом Альваро Обрегоном взяли Мехико. Карранса не стал вступать в должность временного президента (иначе он не смог бы выдвинуть свою кандидатуру на предстоящих президентских выборах), сохранив пост верховного главнокомандующего. Однако далеко не все признали его власть — среди тех, кто начал борьбу против Каррансы, были как реакционеры и консерваторы (бывшие сторонники Уэрты), так и более радикальные революционеры — сапатисты. Тем не менее, правительственным войскам удалось нанести ряд поражений восставшим. В 1915 большинство стран Америки признало правительство Каррансы.
После того, как в феврале 1917 была принята новая конституция страны, прошли президентские выборы, на которых он одержал победу.
8 апреля 1920 противники Каррансы, к которым примкнул генерал Обрегон, совершили переворот; Карранса бежал на юг страны, в Веракрус. По пути, в городке Тласкалантонго, в ночь на 21 мая был застрелен во сне из пулемёта в лачуге, куда укрылся на время ливня. Телеграмма с приказом об убийстве Каррансы была отправлена тогдашним полковником будущим президентом Ласаро Карденасом, что стало известно только в 1990-х годах.
Считается, что президента убил глава местной коммуны полковник (позже генерал) Родольфо Эрреро, надеявшийся выслужиться перед Обрегоном. После захвата власти Обрегон отдал Эрреро под суд, на котором тот был оправдан. Его брат, Эрмило Эрреро, всегда отрицал, что Карранса был убит. Он (как и ряд историков) отстаивал версию о том, что Карранса после ранения в ногу покончил жизнь самоубийством, как заявляли несколько свидетелей.
Дата его смерти считается официальным концом мексиканской революции.
В 1942 году останки В. Каррансы были перенесены в мавзолей Памятника Революции, где и находятся по сей день.